# Lexus F
Los modelos de Lexus F son la división de coches de alto rendimiento producidos por Lexus. La F hace referencia a Flagship (buque insignia) y al Fuji Speedway, el principal autódromo de pruebas de Lexus que se encuentra en Oyama, Prefectura de Shizuoka, Japón. El primer vehículo de la división Lexus F es el Lexus IS, que fue anunciado en 2006, seguido de un concept cupé bajo la marca F, el Lexus LFA en 2007, y la producción del supercar LFA en 2009.  Todos los vehículos de alto rendimiento de Lexus F llevan la marca F en el frontal, lateral o trasera para diferenciar la versión de altas prestaciones a la normal. Una línea deportiva relacionada con Lexus F, Lexus F Sport, fue lanzado el 2007 con accesorios F Sport y modelos de fábrica en 2010. Los modelos F han sido desarrollados por la división de desarrollo de vehículos de rendimiento de Lexus, que también han participado en las actividades de racing. La designación "F" fue usada originalmente en el lanzamiento de Lexus en 1989 pero solo como código interno para referirse al desarrollo de su primer buque insignia.

## Origen

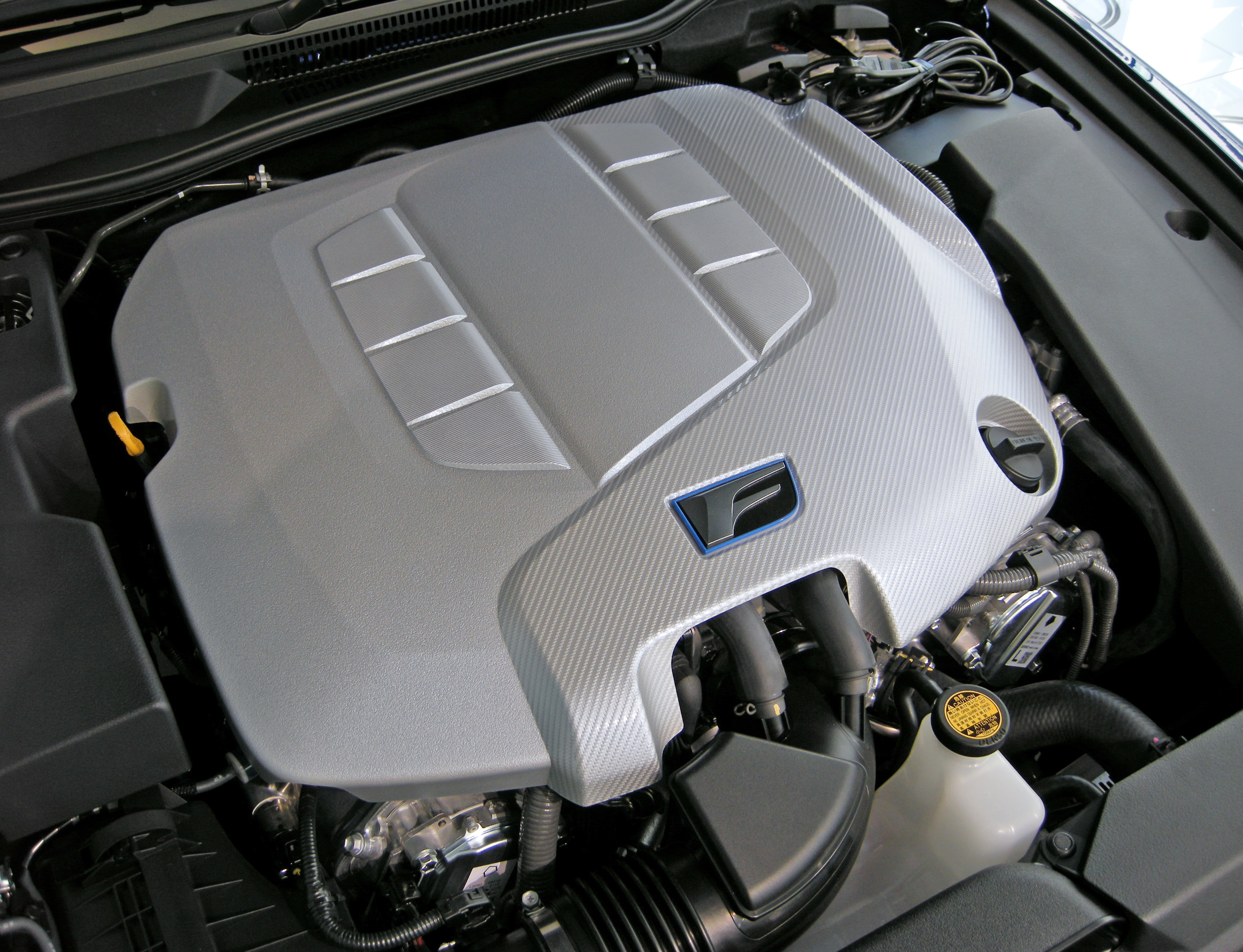
F marque V8 engine.

A finales de 2006, Lexus presentó una solicitud de marca por una "F" como emblema, lo que llevó a la especulación de que la marca de lujo estaba a punto de lanzar una marca de altas prestaciones. En el momento se sugirió que la "F" significaba "Fast" (rápido) o "Flagship" (buque insignia). Informes posteriores supusieron que la "F" se refería al circuito de Fuji en Japón (Fuji Speedway), cuya primera esquina, 27R, se dice que inspiró la forma de la "F" del emblema. Las entrevistas con los ejecutivos de la empresa en años anteriores incluyeron menciones de que Lexus, podría producir una marca de alto rendimiento para competir con los vehículos AMG de Mercedes-Benz, S/RS de Audi, y la división M de BMW, entre otros. En un primer momento, el TRD (Toyota Racing Development) basado en el L-Finesse ofrecía paquetes de rendimiento en el Lexus IS y el Lexus GS a principios del 2000. El desarrollo de sus modelos, así como la participación en carreras fueron todas llevadas a cabo por la División de Alto Rendimiento de Vehículos Lexus, una filial del Centro de Desarrollo de Lexus situada en Aichi, Japón.
En septiembre de 2001, Lexus anunció que el primer vehículo de la línea de marca F, el Lexus IS F berlina, anteriormente conocido por la prensa como el 500, se estrenó en el Salón Internacional del Automóvil (North American International Auto Show) en enero de 2007. El vehículo posteriormente se estrenó en Detroit, junto con una versión rediseñada del concept LF-A de los deportivos. En su debut en la prensa, Lexus reveló que el "Skunk Works", un equipo especializado diseñó el IS F de una manera distinta a como se hacía normalmente en la ingeniería. El diseñador jefe del IS F era Yukihiko Yaguchi, que anteriormente ya trabajó en el desarrollo del Toyota Supra. Distintas notas de prensa sugirieron que después del lanzamiento del IS F berlina sería seguido por un GS F berlina y un IS F cupé.

## Modelos de la marca F

### Lexus IS F

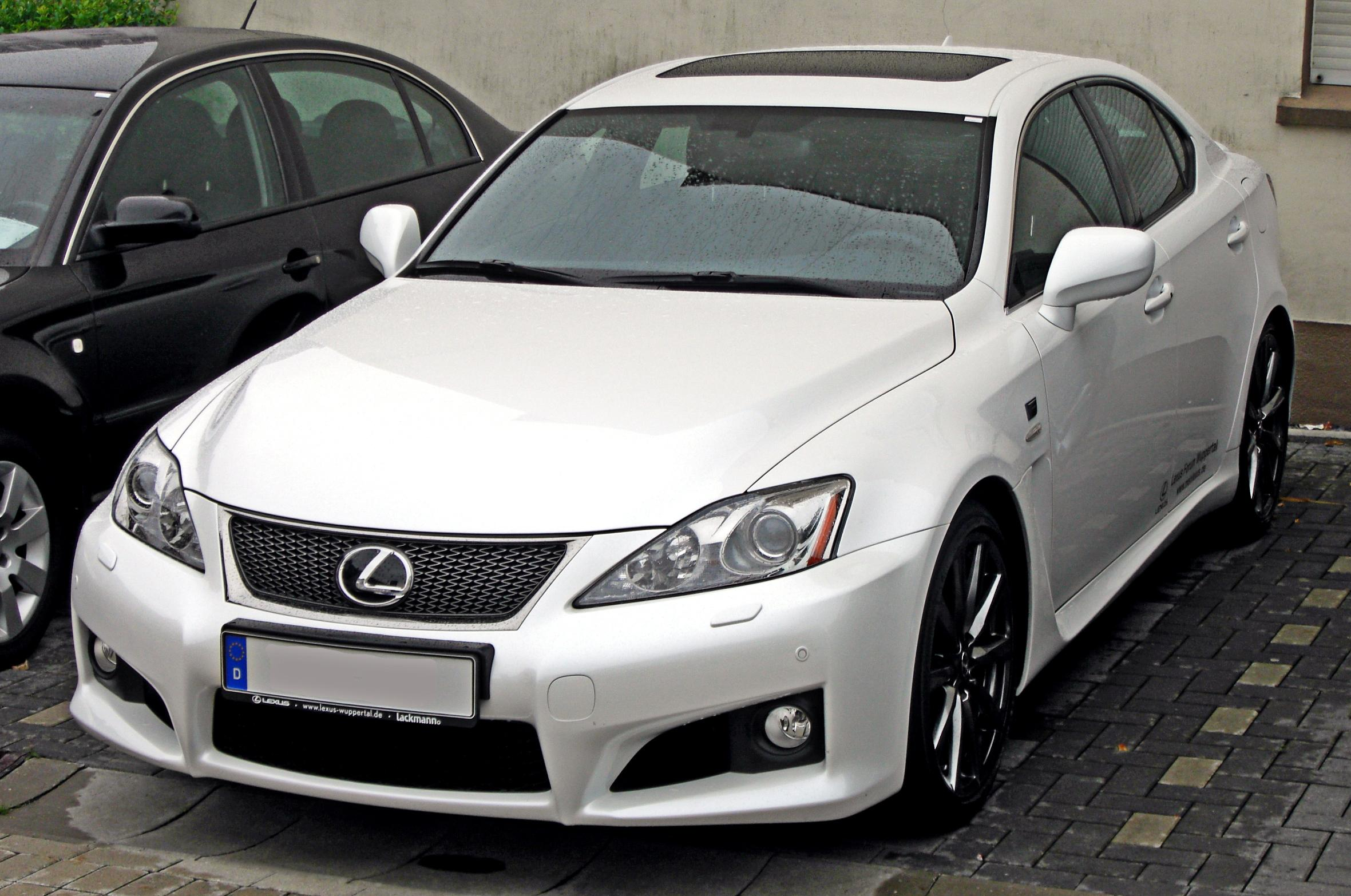
El primer modelo F, el IS F.

El Lexus IS F fue mostrado al público en el Salón Internacional del Automóvil de Detroit, el 8 de enero de 2007. El vehículo cuenta con un motor V8 de 5.0 L con inyección directa produciéndo416 CV SAE (423 PS, 311 kW) a 6.600 rpm, mientras que el par máximo es de 371 a 5.200 rpm. El motor también cuenta con un sistema de admisión de dos etapas, aceite del motor y enfriadores de líquido de transmisión automática y una bomba de aceite diseñado para alta velocidad en las curvas. En comparación con el Lexus IS350 con el motor 2GR-FSE V6 de 306 CV , el IS F cuenta con un motor V8 2UR-GSE y más de 400 CV. El IS F empezó a llegar a los concesionarios a principios del 2008.
En Europa, el IS F se mostró por primera vez en el Salón del Automóvil de Fráncfort del Meno en septiembre de 2007, y se estrenó en Japón en el Fuji Speedway en octubre de 2007. El vehículo salió a la venta a finales de 2007 en Japón, a principios de 2008 en los Estados Unidos, y en Europa en 2008.

### Lexus LFA

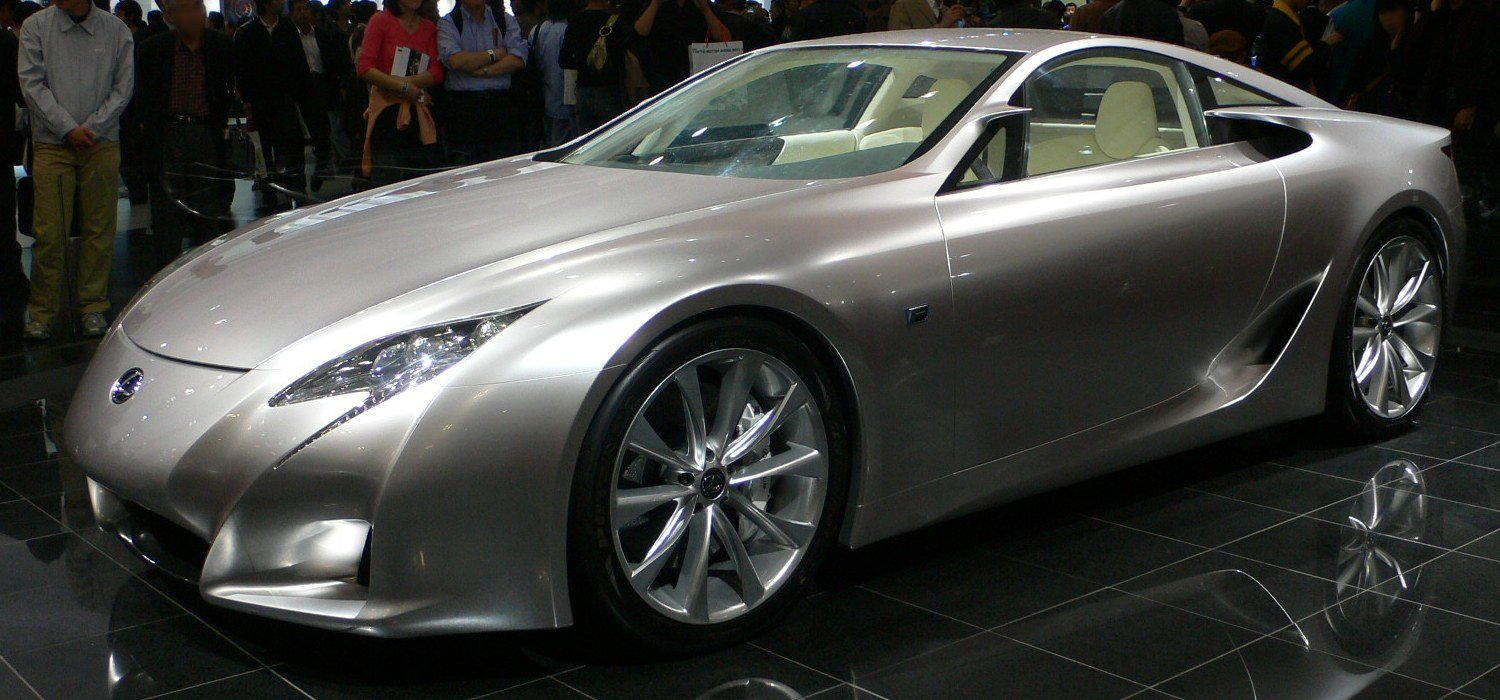
Lexus LF-A concept.

El Lexus LFA es un cupé de dos plazas que fue presentado por primera vez como un concept de marca F en el NAIAS 2007. El concept original del LF-A tenía un motor de 4.8 litros V10 que produce aproximadamente 552 CVs (411 kW), que le permite acelerar de 0 a 100 km/h en 3.6 segundos, y con una velocidad máxima de 325 km/h. Notas de prensa del mundo del automóvil indicaron que el LF-A concept car fue aprobado para su producción. Los prototipos del LF-A que se habían visto probados en el circuito de Nürburgring, muy importante autódromo situado en Nürburg, Alemania. El 10 de mayo de 2008, un prototipo LFA se introdujo en el circuito de Nürburgring en la carrera de 4 horas VLN de resistencia en el que sorprendentemente ganó la clase SP8. El vehículo ha participado también en las 24 Horas Nürburgring donde quedó 27mo entre los 223 participantes, quedó séptimo bajo la categoría SP8.

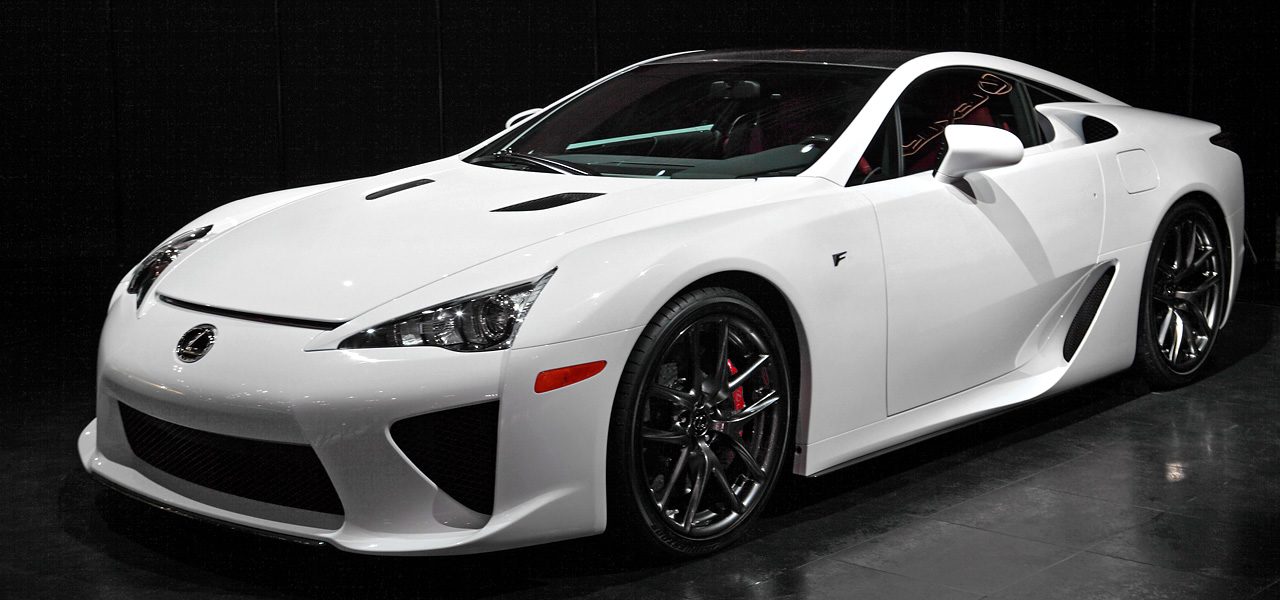
La versión de producción del LFA.

El 4 de abril de 2009, el LFA ganó en la categoría SP8 la carrera de resistencia ADAC-Westfalenfahrt VLN de 4 horas. Una versión cabrio del LF-A concept car (designada LF-A Roadster o AR-LF) fue presentado en el North American International Auto el 13 de enero de 2008. Especificaciones iniciales para el roadster fueron un motor V10 con 5.0 L, con más de 500 CV y una velocidad máxima de más de 200 kilómetros por hora. El LF-A Roadster tenía un alerón trasero retráctil para un mejor manejo a alta velocidad.
La producción del Lexus LFA comenzó el 21 de octubre de 2009 en el Tokyo Motor Show.  El vehículo estará limitado a 500 unidades de producción construidas a mano, con un precio base estimado en $ 375.000. En el Tokyo Motor Show, se desveló la edición Nürburgring, limitada también a 50 unidades dentro de las 500 iniciales. Su producción está estimada para el 2012.

## F Sport

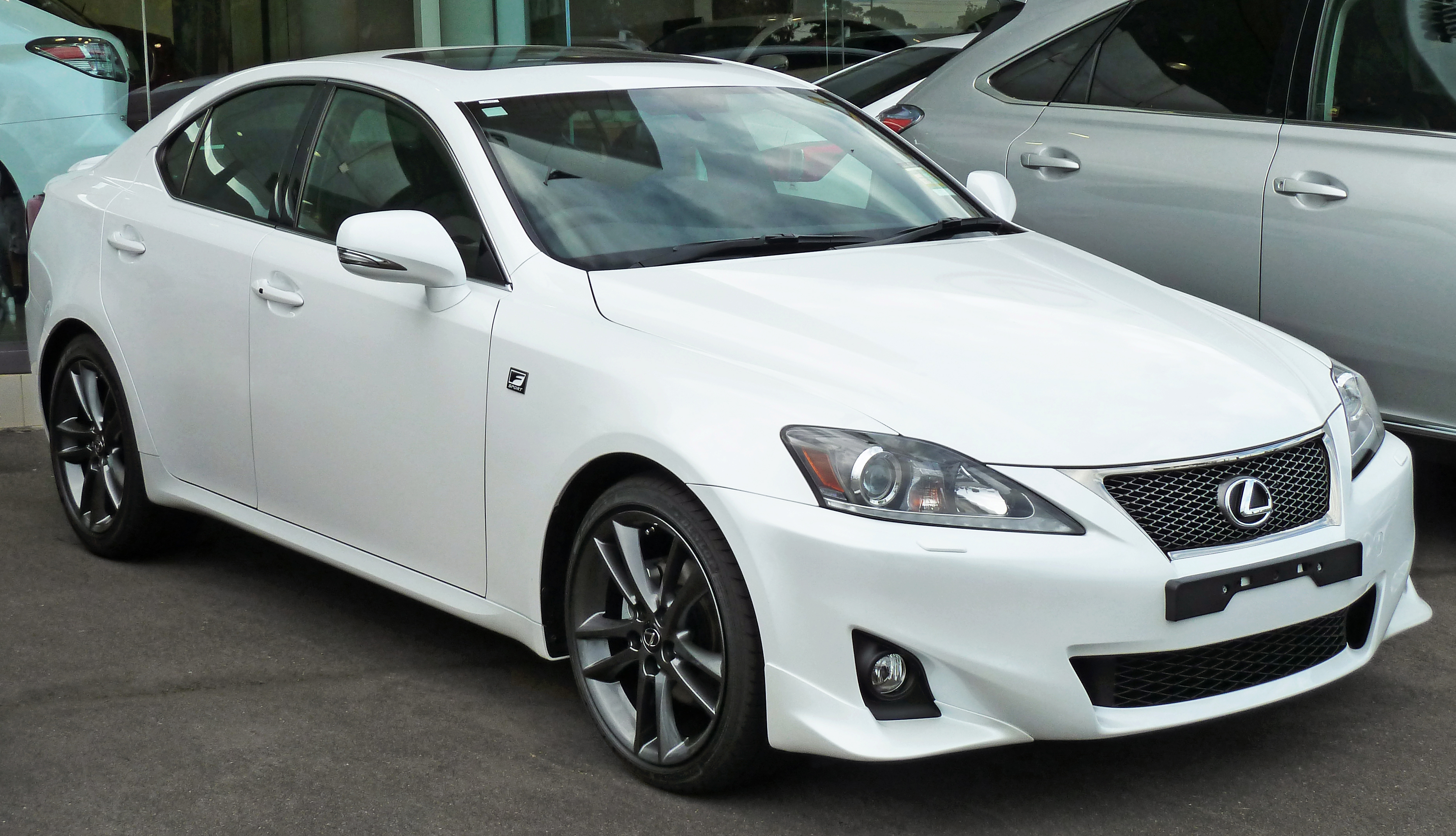
Lexus IS 350 F Sport modelo de 2010.

Anunciado en 2007 en el Specialty Equipment Market , la gama de modelos F Sport se convirtieron en modelos estándar en su año de debut junto con la berlina deportiva IS F. Inicialmente se ofreció como una línea de accesorios de rendimiento para los modelos IS 250 e IS 350. A principios de 2009 se amplió a los modelos IS C, junto con toda la gama del GS. Una edición especial de fábrica denominada IS 350c F Sport se anunciaron para el 2009, seguido por la producción de los modelos deportivos IS 250 e IS 350 para el año 2011.
Los modelos F Sport producidos de fábrica cuentan con mejoras del interior y del exterior, y se pueden diferenciar visualmente por el emblema F Sport, la parrilla de malla, y el alerón. Las partes del F Sport se producen en conjunto con el Toyota Racing Development e incluye mejoras de rendimiento, tales como actualizaciones de los frenos, barras estabilizadoras, reducción de fuentes, amortiguadores Bilstein, embrague F Sport , fibra de carbono cubiertas en el motor, y embellecedores del chasiss.  La personalización de elementos incluían alerones traseros, kits de escape y llantas de aleación. modelo F Sport ahora incluye:

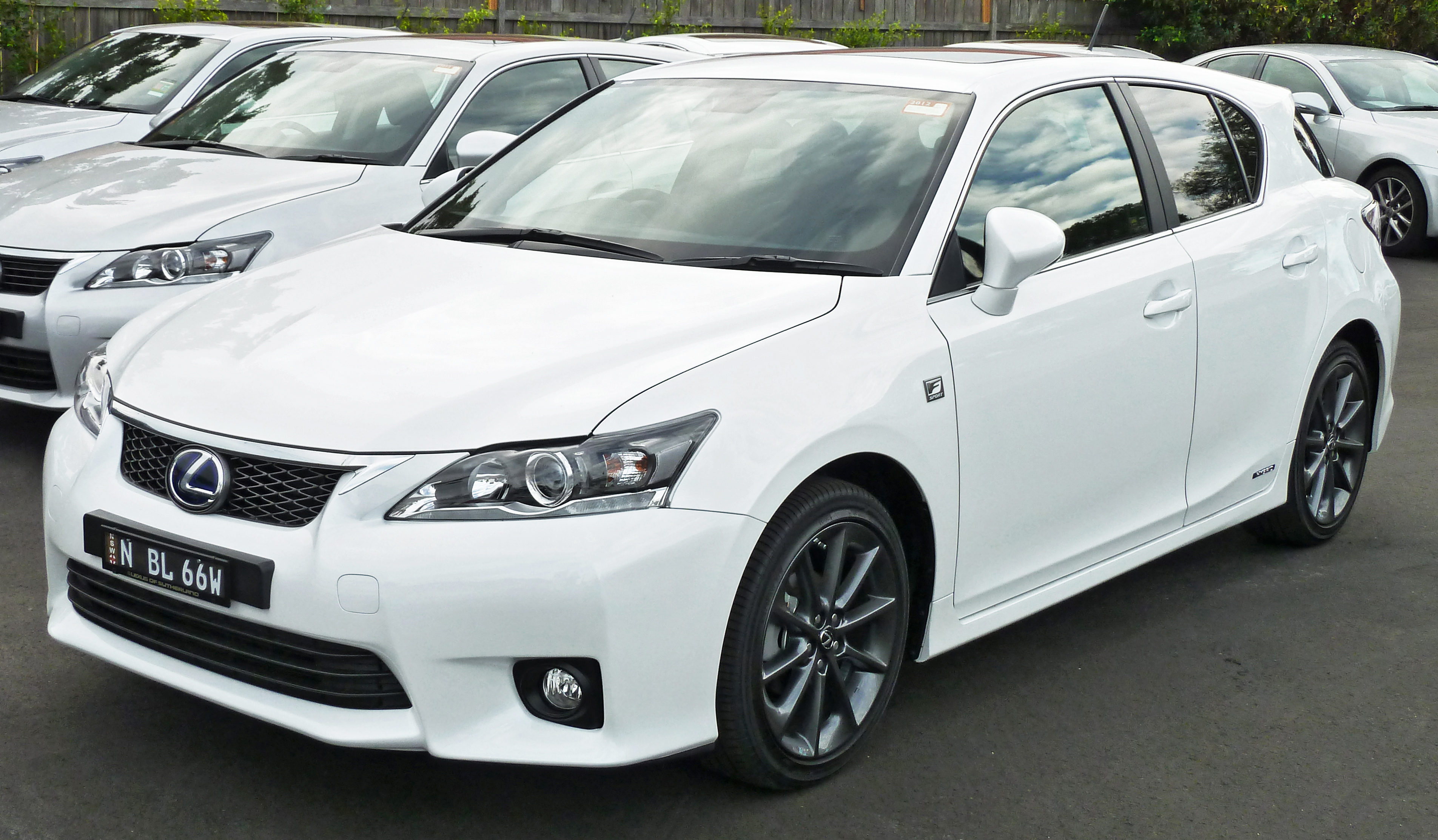
Lexus CT 200h F Sport modelo de 2011.

F Sport (paquete de fábrica):
- Lexus IS 250 F Sport (2010-)
- Lexus IS 250 F Sport AWD (2010-)
- Lexus IS 350 F Sport (2010-)
- Lexus IS 350 F Sport AWD (2010-)
- Lexus IS 250 C F Sport (2010-)
- Lexus IS 350 C F Sport  (2010-)
- Lexus CT 200h F Sport (2011-)

F Sport (edición especial):
- Lexus IS 350 C F Sport  (2009)

F Sport (línea de accesorios):
- Lexus IS 250 (2007-)
- Lexus IS 350 (2007-)
- Lexus IS 250 C (2009-)
- Lexus IS 350 C (2009-)
- Lexus IS 250 AWD (2009-)
- Lexus GS 350 (2009-)
- Lexus GS 350 AWD (2009-)
- Lexus CT 200h (2011-)

## Carreras
Desde su debut, los modelos F de Lexus han sido participantes principales de su fabricante en las competiciones de carreras. El prototipo Lexus LFA ha competido en el circuito de Nürburgring desde 2008 en las carreras de VLN de resistencia en colaboración con el equipo Gazoo Racing y en las 24 Horas de Nürburgring, con el IS F. En 2010, un IS F consiguió una victoria en el VLN de la prueba de resistencia de cuatro horas. En ese mismo año, en las 24 Horas de Nürburgring en la categoría de más de 4000cc SP8 que requiere un peso mínimo de 1500 kg, un diámetro de 34,2 mm restrictor, y un tamaño de depósito de combustible de 120 litros, el LFA #50 ganó en su categoría. El IS F también ha participado en la competición Superstars Series basada en los turismos familiares.

## Futuros modelos
La ampliación de la línea F de Lexus implica a varios modelos nuevos.  Además de las variantes del modelo LFA, los informes iniciales indicaron que el Lexus GS sería el siguiente vehículo en la línea de Lexus que se convertiría en un modelo F. Sin embargo, el GS F se retrasó al parecer debido a la crisis económica hasta el 2008. Un mayor desarrollo de las variantes de ALF también fueron objeto de informes contradictorios sobre si el vehículo se utiliza exclusivamente como plataforma de pruebas de carreras, o surgen cuando las circunstancias económicas favorables llegan.
Las entrevistas con los ejecutivos de la compañía indicaron que a fin de año las ventas de la IS F en el año 2008 fueron relativamente buenas, y que un modelo LS F basado en el LS era probable que se produjera, siguiendo al GS F. El buque insignia de Lexus podría hacer uso del motor V10 desarrollado para el LFA. En 2009, surgieron especulaciones de que no se produciría la versión cabrio del LFA, pero sí un IS F cabrio, según los informes basados en el modelo IS C por primera. Una variante de alto rendimiento del buque insignia LS, el LS 460 Sport, fue lanzado en 2010.